# Saint-Aubin, Landes
Saint-Aubin (gaskonsko Sent Aubin) je naselje in občina v francoskem departmaju Landes regije Akvitanije. Naselje je leta 2009 imelo 495 prebivalcev.

## Geografija
Kraj leži v pokrajini Gaskonji 34 km vzhodno od Daxa.

## Uprava
Občina Saint-Aubin skupaj s sosednjimi občinami Baigts, Bergouey, Caupenne, Doazit, Hauriet, Lahosse, Larbey, Laurède, Maylis, Mugron, Nerbis in Toulouzette sestavlja kanton Mugron s sedežem v Mugronu. Kanton je sestavni del okrožja Dax.

## Zanimivosti
- cerkev sv. Albina,
- moulin de Poyaller, vodni mlin z živalskim parkom,
- grajski stolp Château de Poyaller.